# Ukraine au Concours Eurovision de la chanson 2017
L'Ukraine  est l'un des quarante-deux pays participants du Concours Eurovision de la chanson 2017. Elle en est également le pays organisateur, cette édition se déroulant à Kiev à la suite de la victoire du pays en 2016. Le pays est représenté par le groupe O.Torvald et sa chanson Time, sélectionnés via une finale nationale. L'Ukraine termine en 24e place lors de la finale, recevant 36 points, un score historiquement bas pour le pays.

## Sélection

### Format
La sélection ukrainienne voit vingt-quatre candidats concourir pour représenter le pays. Elle est constituée de trois demi-finales. Dans chacune d'entre elles, huit artistes participent et deux se qualifient pour la finale. La finale désignera le vainqueur de la sélection parmi les six artistes restants. Dans chaque show, les qualifiés et le vainqueur est décidé par un vote combinant un vote d'experts et le télévote, chaque partie comptant pour moitié du résultat. Le jury d'expert est constitué de :
- Konstantin Meladze
- Andriy Danylko
- Jamala

### Chansons
| Artiste                    | Chanson              |
| -------------------------- | -------------------- |
| Aghiazma                   | Synthetic Sun        |
| Anastasia Prudius          | Flow                 |
| Arsen Mirzoyan             | Géraldine            |
| Detach                     | Distance             |
| Green Grey                 | Future Is Now        |
| Illaria                    | Thank You for My Way |
| Kadnay                     | Freedom In My Mind   |
| Kuznetsov                  | Deep Shivers         |
| Laliko                     | Sugar Whisper        |
| Letay                      | Svit chekaye         |
| MamaRika                   | We Are One           |
| Melovin                    | Wonder               |
| Mila Nytych                | Mystery              |
| Monochromea                | Blue Bird            |
| O.Torvald                  | Time                 |
| Panivalkova                | Dokuchayu            |
| Payushchie Trusy           | Singing Pants        |
| Roma Veremeychik & Lumiere | Make It Real         |
| Rozhden                    | Saturn               |
| Salto Nazad                | O, mamo!             |
| SKAI                       | All My Love For You  |
| Tayanna                    | I Love You           |
| Vitaly Kozlovsky           | Be Your Light        |
| Vivienne Mort              | Iniy                 |

### Émissions

#### Première demi-finale
- Qualifié

| # | Artiste                     | Chanson             | Jury | Télévote    | Télévote | Total | Place |
| # | Artiste                     | Chanson             | Jury | Pourcentage | Points   | Total | Place |
| - | --------------------------- | ------------------- | ---- | ----------- | -------- | ----- | ----- |
| 1 | SKAI                        | All My Love For You | 6    | 9,54 %      | 5        | 11    | 4     |
| 2 | Roman Veremeychik & Lumiere | Make It Real        | 2    | 6,30 %      | 3        | 5     | 6     |
| 3 | Monochromea                 | Blue Bird           | 3    | 4,35 %      | 2        | 5     | 7     |
| 4 | Laliko                      | Sugar Whisper       | 1    | 4,29 %      | 1        | 2     | 8     |
| 5 | Salto Nazad                 | O, mamo!            | 8    | 11,82 %     | 6        | 14    | 2     |
| 6 | MamaRika                    | We Are One          | 5    | 8,76 %      | 4        | 9     | 5     |
| 7 | Tayanna                     | I Love You          | 7    | 30,05 %     | 8        | 15    | 1     |
| 8 | Arsen Mirzoyan              | Géraldine           | 4    | 24,90 %     | 7        | 11    | 3     |

#### Deuxième demi-finale
- Qualifié

| # | Artiste     | Chanson              | Jury | Télévote    | Télévote | Total | Place |
| # | Artiste     | Chanson              | Jury | Pourcentage | Points   | Total | Place |
| - | ----------- | -------------------- | ---- | ----------- | -------- | ----- | ----- |
| 1 | Letay       | Svit chekaye         | 1    | 5,76 %      | 1        | 2     | 8     |
| 2 | Mila Nytych | Mystery              | 3    | 7,66 %      | 3        | 6     | 7     |
| 3 | Kuznetsov   | Deep Shivers         | 2    | 18,08 %     | 7        | 9     | 5     |
| 4 | Aghiazma    | Synthetic Sun        | 5    | 7,66 %      | 2        | 7     | 6     |
| 5 | Detach      | Distance             | 4    | 17,71 %     | 6        | 10    | 3     |
| 6 | Rozhden     | Saturn               | 8    | 11,18 %     | 5        | 13    | 2     |
| 7 | Panivalkova | Dokuchayu            | 6    | 10,37 %     | 4        | 10    | 4     |
| 8 | Illaria     | Thank You for My Way | 7    | 21,59 %     | 8        | 15    | 1     |

#### Troisième demi-finale
- Qualifié

| # | Artiste           | Chanson            | Jury | Télévote    | Télévote | Total | Place |
| # | Artiste           | Chanson            | Jury | Pourcentage | Points   | Total | Place |
| - | ----------------- | ------------------ | ---- | ----------- | -------- | ----- | ----- |
| 1 | Payushchie Trusy  | Singing Pants      | 2    | 3,48 %      | 1        | 3     | 8     |
| 2 | O.Torvald         | Time               | 7    | 19,70 %     | 7        | 14    | 1     |
| 3 | Anastasia Prudius | Flow               | 3    | 7,71 %      | 3        | 6     | 6     |
| 4 | Vitaly Kozlovsky  | Be Your Light      | 1    | 5,27 %      | 2        | 3     | 7     |
| 5 | Kadnay            | Freedom In My Mind | 8    | 14,50 %     | 5        | 13    | 3     |
| 6 | Melovin           | Wonder             | 5    | 23,84 %     | 8        | 13    | 2     |
| 7 | Green Grey        | Future Is Now      | 4    | 10,15 %     | 4        | 8     | 5     |
| 8 | Vivienne Mort     | Iniy               | 6    | 15,36 %     | 6        | 12    | 4     |

#### Finale
| # | Artiste     | Chanson              | Jury | Télévote    | Télévote | Total | Place |
| # | Artiste     | Chanson              | Jury | Pourcentage | Points   | Total | Place |
| - | ----------- | -------------------- | ---- | ----------- | -------- | ----- | ----- |
| 1 | Salto Nazad | O, mamo!             | 1    | 11,35 %     | 3        | 4     | 6     |
| 2 | Melovin     | Wonder               | 2    | 31,22 %     | 6        | 8     | 3     |
| 3 | O.Torvald   | Time                 | 5    | 25,57 %     | 5        | 10    | 1     |
| 4 | Illaria     | Thank You for My Way | 4    | 7,43 %      | 1        | 5     | 5     |
| 5 | Tayanna     | I Love You           | 6    | 16,69 %     | 4        | 10    | 2     |
| 6 | Rozhden     | Saturn               | 3    | 7,73 %      | 2        | 5     | 4     |

## À l'Eurovision
En tant que pays hôte, l'Ukraine est directement qualifiée pour la finale du 13 mai 2017 où elle arrive 24e avec 36 points. C'est là le pire classement du pays.